# Klintsy

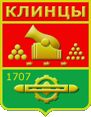
Klintsys vapen.

Klintsy (ryska Клинцы) är en stad i Brjansk oblast i västra Ryssland. Klintsy, som grundades år 1707, hade 61 517 invånare i början av 2015.

## Vänorter
- Kjustendil, Bulgarien